# النفيسة (عكار)
النفيسة هي قرية لبنانية من قرى قضاء عكار في محافظة الشمال. تقع في تجمع للقرى يسمى نجد عكار.